# Korzenioplastyka
Korzenioplastyka – technika wykonywania rzeźb i ozdób z wykorzystaniem korzeni.